# Nagyhelvény
Nagyhelvény (szlovákul Veľké Chlievany) község Szlovákiában, a Trencséni kerületben, a Báni járásban.

## Fekvése
Bántól 3 km-re délnyugatra fekszik.

## Története
1276-ban "Hleulan" néven említik először. 1323-ban "Maior villa Holewna", 1398-ban "Helwen", 1439-ben "Naghelwen",  1472-ben "Chliewen", 1501-ben "Chlewan" néven említik. A középkorban Trencsén várának tartozéka, majd a gróf Cseszneky család birtoka volt. A 15. században a Helvényi és Halácsy családok is részbirtokot szereztek. A jobbágyok neveit már 1498-ban és 1525-ben feljegyezték. Lakói mezőgazdasággal foglalkoztak.
Vályi András szerint "Felső Helben, Visne Chlebani, vagy Helbing. Tót falu Nyitra Várm. földes Ura Korosi Uraság, lakosai katolikusok, fekszik az előbbeninek szomszédságában, Korosnak filiája, fája, és szőleje nintsen, de réttye, és földgye jó, piatzozása alkalmatos Nagy Tapoltsányon, és Bájnán, malma helyben, legelője elég van."
Fényes Elek szerint "Helbény (Alsó és Felső), (Chlban); két egymás mellett lévő tót falu, Nyitra vmegyében, ut. p. N. Tapolcsánhoz 3/4 órányira: az első 229 kath. 21 zsidó; – a második 115 kath., 10 zsidó lak; synagógával. F. u. több közbirtokosok."
A trianoni békeszerződésig Trencsén vármegye Báni járásához tartozott.

## Népessége
| Év:            | 1994. | 2004.    | 2014.   | 2024.   |
| -------------- | ----- | -------- | ------- | ------- |
| Emberek száma: | 401   | 450      | 484     | 492     |
| Eltérés:       |       | +12,21 % | +7,55 % | +1,65 % |

| Év:            | 2023. | 2024.  |
| -------------- | ----- | ------ |
| Emberek száma: | 500   | 492    |
| Eltérés:       |       | -1,6 % |

1910-ben 366, túlnyomórészt szlovák anyanyelvű lakosa volt.
2001-ben 431 lakosából 429 szlovák volt.
2011-ben 483 lakosából 463 szlovák volt.

## Neves személyek
- Lehet hogy itt született 1763-ban Juraj Palkovič esztergomi kanonok.
- Itt szolgált Cserenyey István (1878-1947) esperes, plébános, egyháztörténész.

## Nevezetességei
- Római katolikus temploma a 15. században gótikus stílusban épült. 1712-ben átépítették.

## Külső hivatkozások
- Községinfó
- Nagyhelvény Szlovákia térképén
- E-obce.sk Archiválva 2008. március 27-i dátummal a Wayback Machine-ben